# Новопокровське сільське поселення (Кожевниковський район)
Новопокро́вське сільське поселення (рос. Новопокровское сельское поселение) — сільське поселення у складі Кожевниковського району Томської області Росії.
Адміністративний центр — село Новопокровка.
Населення сільського поселення становить 1189 осіб (2019; 1244 у 2010, 1351 у 2002).

## Склад
До складу сільського поселення входять:
| Населений пункт      | Населення, осіб (2002) | Населення, осіб (2010) |
| -------------------- | ---------------------- | ---------------------- |
| Аркадьєво, присілок  | 157                    | 131                    |
| Десятово, село       | 312                    | 330                    |
| Новопокровка, село   | 586                    | 523                    |
| Сафроновка, присілок | 296                    | 260                    |